# GZK限界
GZK限界（ジーズィーケーげんかい：英語: Greisen–Zatsepin–Kuzmin limit、略称GZK limit）またはGZKカットオフ（ジーズィーケーカットオフ：GZK cutoff）とは4×1019eV以上の高エネルギー宇宙線は宇宙背景放射のマイクロ波（光子）との相互作用によりエネルギーを失うため地球には届かないという予想である。1966年に米国の Greisen、ソビエト連邦の Zatsepin と Kuzmin が提唱した。提唱者の名前の頭文字が呼称の由来である。

## 解説
予想とは 4×1019eV以上の宇宙線は1.5億光年程度の間に必ず4×1019eV以下になるというものである。しかし、オーマイゴッド粒子や1990年から1997年に東京大学宇宙線研究所が山梨県明野村に設置した明野広域空気シャワーアレイ(Akeno Giant Air Shower Array;AGASA)での観測によりこの限界値を超えた高エネルギー宇宙線が観測され、飛来方向にはエネルギー源となる天体は発見されなかった。AGASAの観測結果から高エネルギー宇宙線の到来頻度は 100km2 辺り1年間1個程度。
この謎を解明するために2008年からユタ州に建設された観測施設によりテレスコープアレイ実験が行わている。